# پارک ملی جزایر ویرجین
پارک ملی جزایر ویرجین (به انگلیسی: Virgin Islands National Park) پارکی طبیعی در جزایر ویرجین ایالات متحده در ایالات متحده آمریکا است.
این پارک ۵۹ کیلومتر مربع وسعت دارد.

## نگارخانه

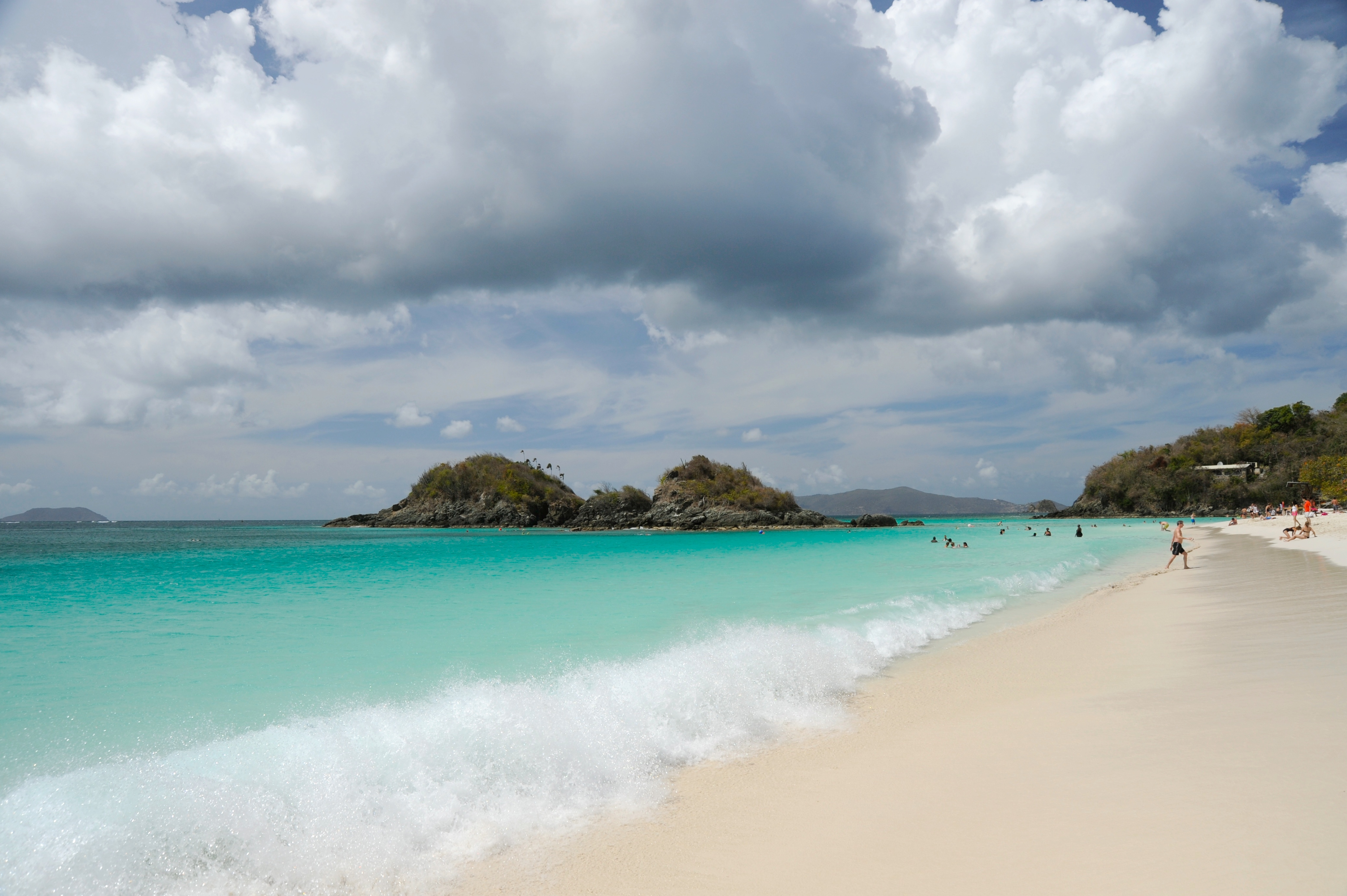
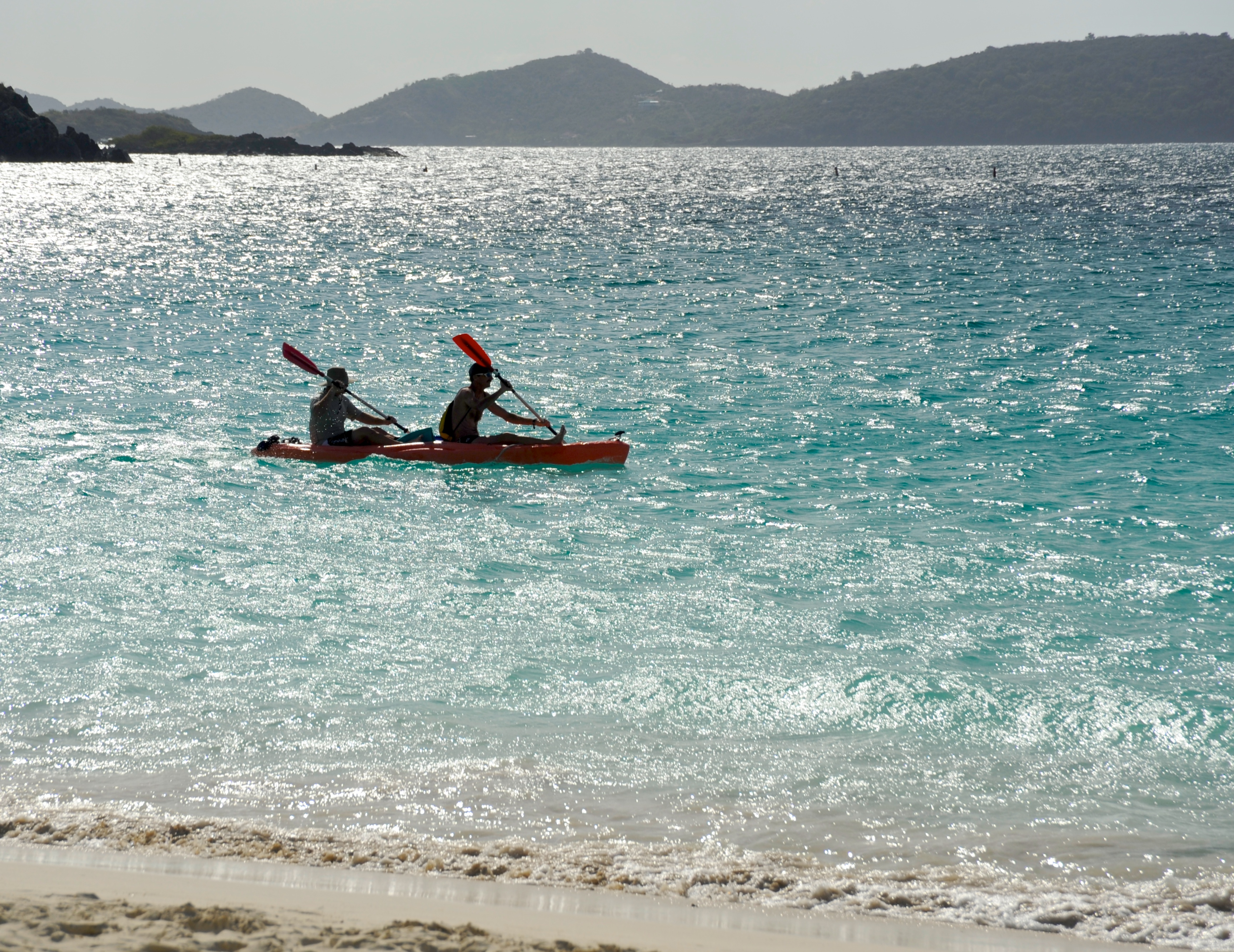
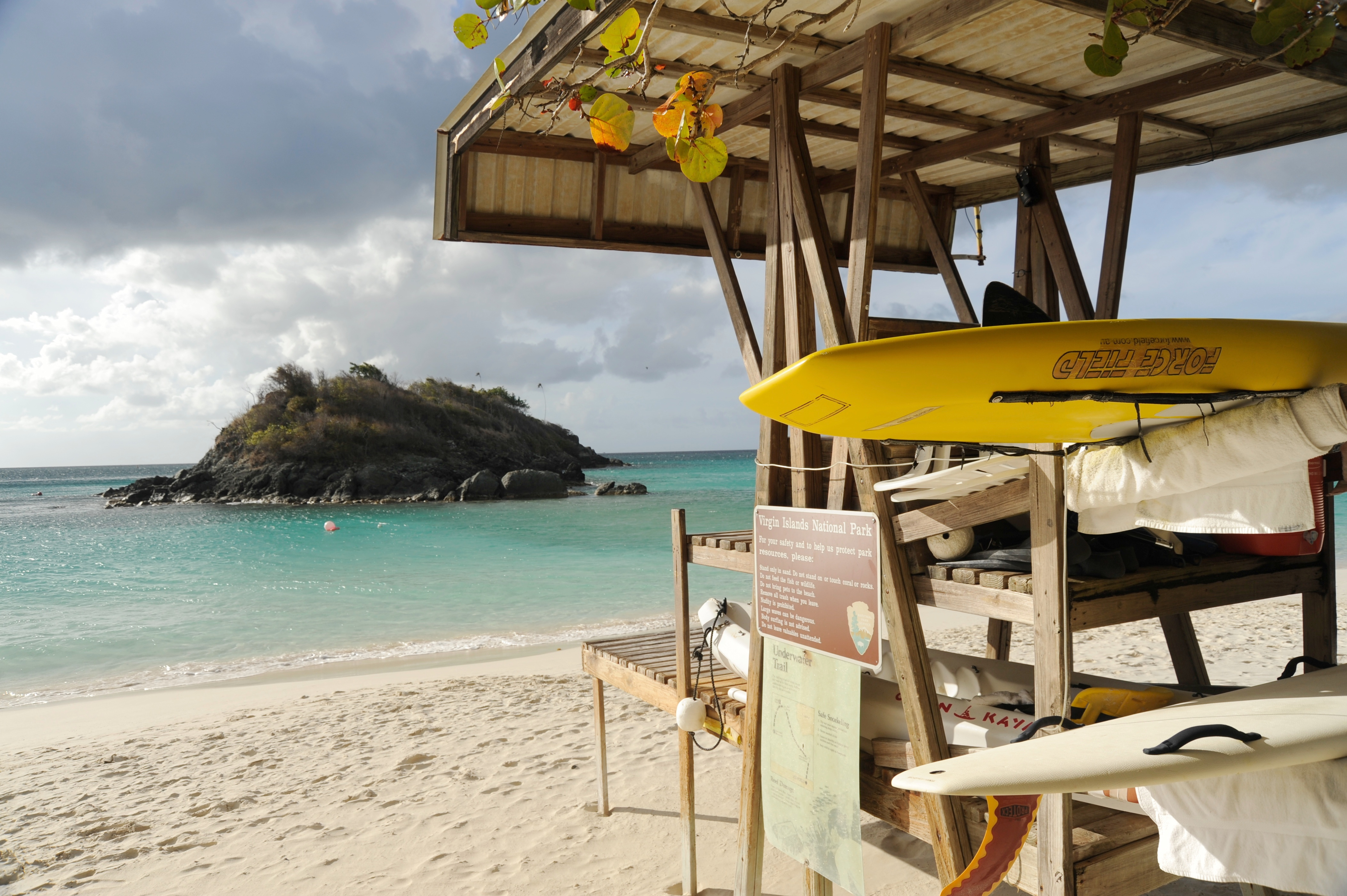